# Rue Sainte-Croix-de-la-Bretonnerie
Pour les articles homonymes, voir Rue Sainte-Croix.
La rue Sainte-Croix-de-la-Bretonnerie est une voie ancienne, située dans le 4e arrondissement de Paris.

## Situation et accès
Actuellement, la rue Sainte-Croix-de-la-Bretonnerie, d'une longueur de 330 mètres, est située dans le 4e arrondissement, quartiers Saint-Gervais et Saint-Merri. Elle commence au 31, rue Vieille-du-Temple et finit au 24, rue du Temple.
Ce site est desservi par les stations de métro Hôtel de Ville, Saint-Paul et Rambuteau.

## Origine du nom
Elle prit cette dénomination car les chanoines de la Sainte-Croix étant venus former un établissement au XIIIe siècle, le couvent Sainte-Croix-de-la-Bretonnerie, dans cette rue. Dans sa Vie de Saint-Louis, Joinville l'expose ainsi :

« […] Après revint une autre manière de frères, qui se faisaient appeler frères de Sainte-Croix et portent la croix devant la poitrine, et requirent auprès du roi pour qu'il les aidât. Le roi le fit volontiers et les hébergea dans une rue qui était appelée le quarrefour dou Temple, et qui est désormais appelée la rue Sainte-Croiz. »

Le toponyme « Bretonnerie » ou « champ aux Bretons » est antérieur à l'arrivée des moines. Il y avait, en 1268, dans la rue, une maison connue comme étant la maison de Galeran le Breton. Il semble qu'il ne fut pas le premier de la diaspora à s'être installé dans la rue. C'est pour différencier la communauté des autres couvents parisiens dédiés à la sainte Croix que le complément leur a été ajouté.

## Historique

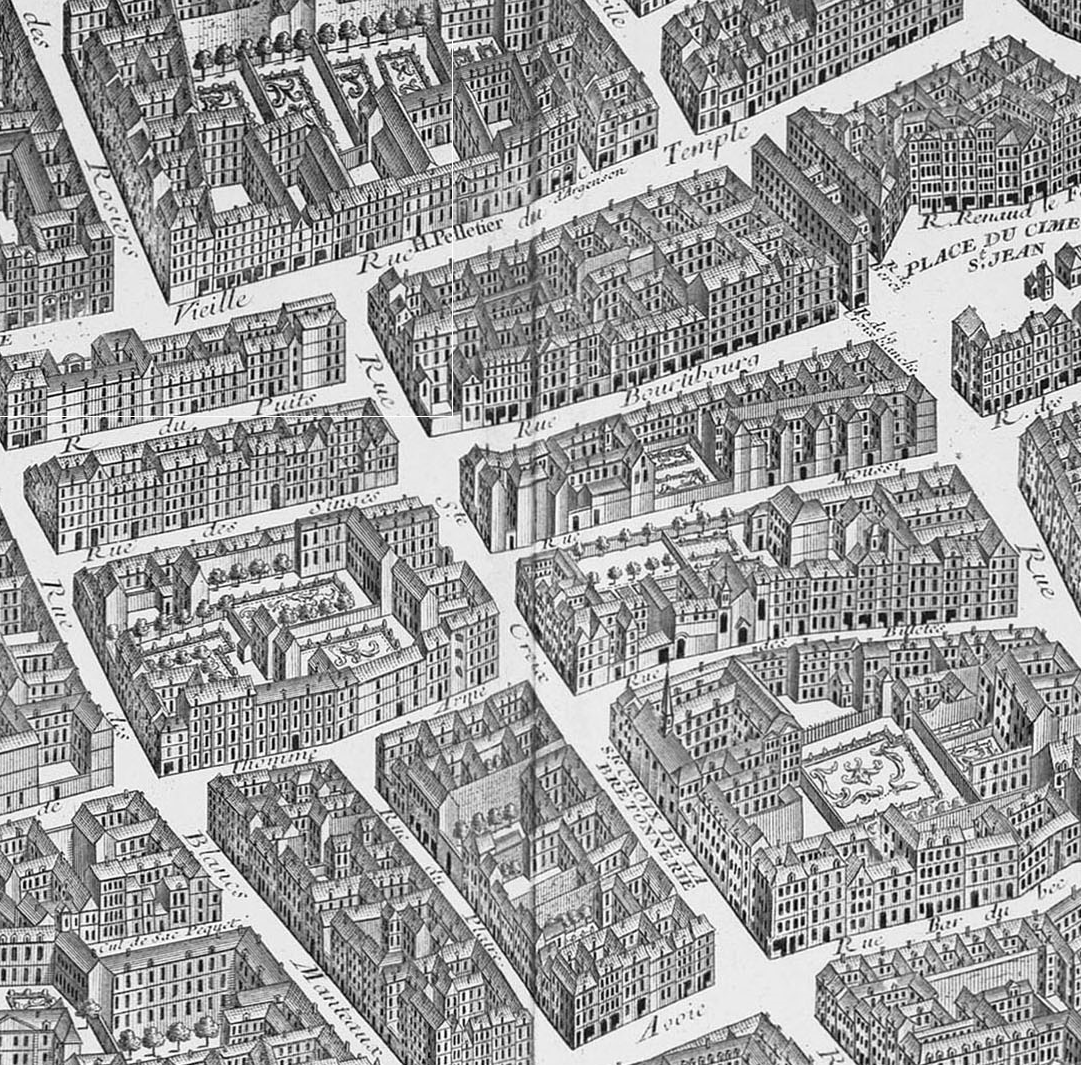
Rue Sainte-Croix-de-la-Bretonnerie sur le plan de Turgot (1739).

Cette rue, qui est l'une des plus anciennes rues du quartier du Marais, était construite en 1230 et se nommait « rue de Lagny », dite « rue de la Grande-Bretonnerie » car elle était située sur le fief Saint-Pierre-de-Lagny et sur le territoire dit « le Champ-aux-Bretons », également appelé « Champ-de-la-Bretonnerie ».
Selon Saint-Foix, le nom de « Bretonnerie » est venu à l'occasion d'un combat de cinq Anglais, ou Bretons, qui y furent tués en 1228, époque où il n'y avait encore que quelques maisons éparses. Voici ce que l'on peut lire dans le Dictionnaire historique de Paris, de Béraud & Dufey (1832, Paris) : 
« Sous le règne de Saint Louis il n y avait encore dans ce quartier que quelques maisons éparses. Renaud de Bréhan, vicomte de Podoure et de l'Isle, occupait une de ces maisons. Il avait épousé en 1225 la fille de Léolyn, prince de Galles, et était venu à Paris pour quelque négociation secrète contre l'Angleterre. La nuit du vendredi au samedi saint 1228, cinq Anglais entrèrent dans son verger, le défièrent et l'insultèrent. Il n'avait avec lui qu'un chapelain et un domestique qui le secondèrent si bien que trois de ces Anglais furent tués, les deux autres s'enfuirent ; le chapelain mourut le lendemain de ses blessures. Brehan avant que de partir de Paris acheta cette maison et le verger et les donna à son brave et fidèle domestique appelé Galleran. Le nom de Champ aux Bretons qu'on donna au verger ou jardin à l'occasion de ce combat devint le nom de toute la rue ; on l'appelait encore à la fin du treizième siècle la rue des Champs aux Bretons. »
Les chanoines de Sainte-Croix s'installent dans la rue en 1258, à l'abri de l'enceinte de Philippe Auguste. Ils deviennent rapidement une des communautés les plus riches et les plus en vue du Marais et c'est de ce fait, dès 1314, que la rue Sainte-Croix-de-la-Bretonnerie prend sa dénomination actuelle.
Elle est citée dans Le Dit des rues de Paris, de Guillot de Paris, sous la forme « rue La Bretonnerie ».
Au XIVe siècle, comme l'indique la collecte de 1313, la partie du côté de la rue Sainte-Avoie portait le nom de « rue d'Agnès-la-Buschère » ou « rue d'Agnès-la-Huschère ».
Elle est citée sous le nom de « rue Sainte Croix » dans un manuscrit de 1636 dont le procès-verbal de visite, en date du 22 avril 1636, indique : « pleine de boues et d'immundices ».
Accusé de malversations, le prieuré de Sainte-Croix-de-la-Bretonnerie est fermé en 1778 et démoli pendant la Révolution française, laissant place au square du même nom.
Une décision ministérielle, du 3 prairial an IX (23 mai 1801) signée Chaptal, fixe la largeur de cette voie publique à 9 mètres.
Au XIXe siècle, la rue Sainte-Croix-de-la-Bretonnerie, d'une longueur de 371 mètres, alors située dans l'ancien 7e arrondissement, dans le quartier du Marché-Saint-Jean pour ses numéros impairs et dans le quartier du Mont-de-Piété, pour ses numéros pairs. Elle commençait aux 35-37, rue Vieille-du-Temple et finissait au 2, rue Sainte-Avoie et 16, rue Barre-du-Bec,, rues qui disparaissent ensuite sous le nom unique de « rue du Temple ».
Les numéros de la rue étaient rouges. Le dernier numéro impair était le no 53 et le dernier numéro pair était le no 60.
La moindre largeur est portée à 12 mètres, en vertu d'une ordonnance royale du 12 juillet 1837.
La rue est aujourd'hui, et depuis les années 1980, un haut lieu de la vie du gay Paris.

## Bâtiments remarquables et lieux de mémoire

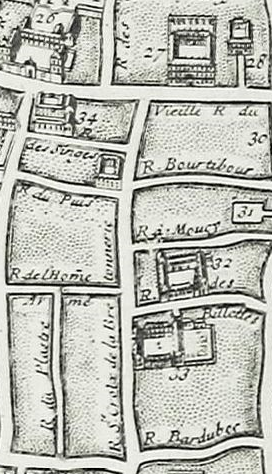
Plan de Bernard Jaillot de 1713. Nota : le nord est à gauche.
26. Les Filles Sainte-Anastase
27. Hôtel Le Peletier, Mr le Lieut-Civil
28. L'hôtel d'Argenson
32. Carme des Billettes
33. Sainte-Croix-de-la-Bretonnerie
34. Hôtel de Lalande

Cette rue a conservé de très belles maisons et de charmants petits hôtels construits aux XVIIe et XVIIIe siècles.

### Numéros pairs
- Au no 6 : de 1980 à 2020, librairie Les Mots à la bouche, maintenant rue Saint-Ambroise.
- Le no 16 a été habité par l'astronome Joseph Jérôme Lefrançois de Lalande (1732-1807). Une statue de Tereska Torrès par son père, l'artiste Marek Szwarc, y est installée à l'angle avec la rue Aubriot.
- Au no 20 de la rue Sainte-Croix-de-la-Bretonnerie se trouvait l'hôtel Le Pelletier de Morfontaine : construit en 1696 pour le fermier général Romans, il fut occupé par le prévôt des marchands Louis Le Peletier de Mortefontaine, puis par le célèbre avocat Guy-Jean-Baptiste Target[9]. De 1840 à 1860 s'y installe la mairie de l'ancien 7e arrondissement de Paris et après la nouvelle organisation de Paris en 20 arrondissements, la première mairie du 4e arrondissement jusqu’en 1868. Le bâtiment est détruit en 1929.
- Au no 44 : ancien hôtel de Feydeau, transmis par mariage de la famille Hennequin aux Feydeau de Brou.

### Numéros impairs
- Au no 5 Hôtel Raoul de la Faye du début du XVIe siècle derrière l'immeuble sur rue construit en 1852.
- Au no 7 se trouve le théâtre du Point-Virgule depuis 1975.
- Au no 37 : emplacement de la maison où Antoine Brutus Menier, alors droguiste, fonda la marque du chocolat Menier, à laquelle son fils Émile-Justin donna en 1853 l'essor qu'on lui connaît.
  - Emplacement de l’église du couvent de Sainte-Croix-de-la-Bretonnerie[10].
- Au no 47, tourelle de 1610.

### Lieu non identifié
- Denis Dodart (1634-1707), botaniste-pensionnaire de l'Académie royale des sciences y réside avec sa famille[11].

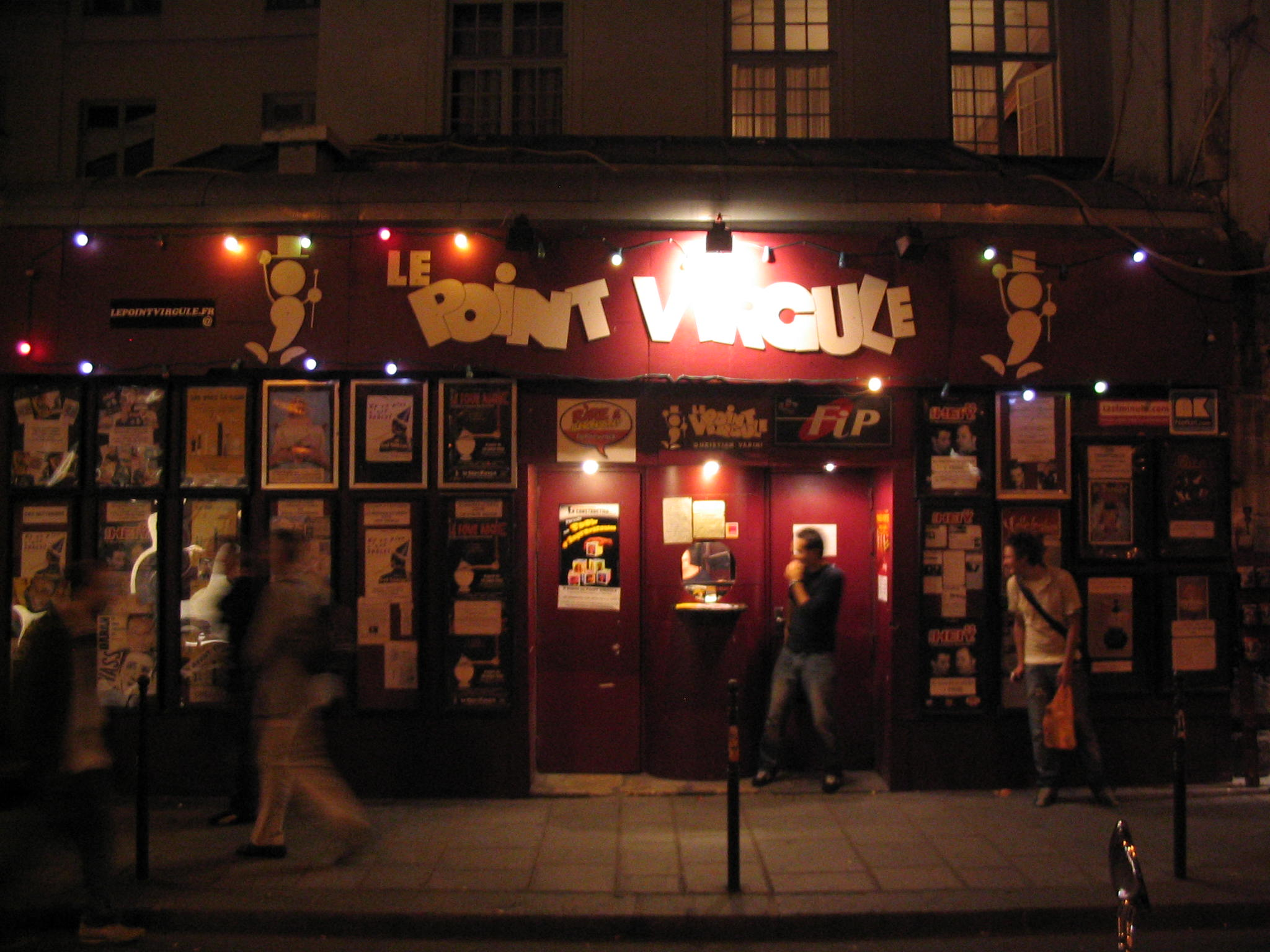
No 7 : théâtre du Point-Virgule.
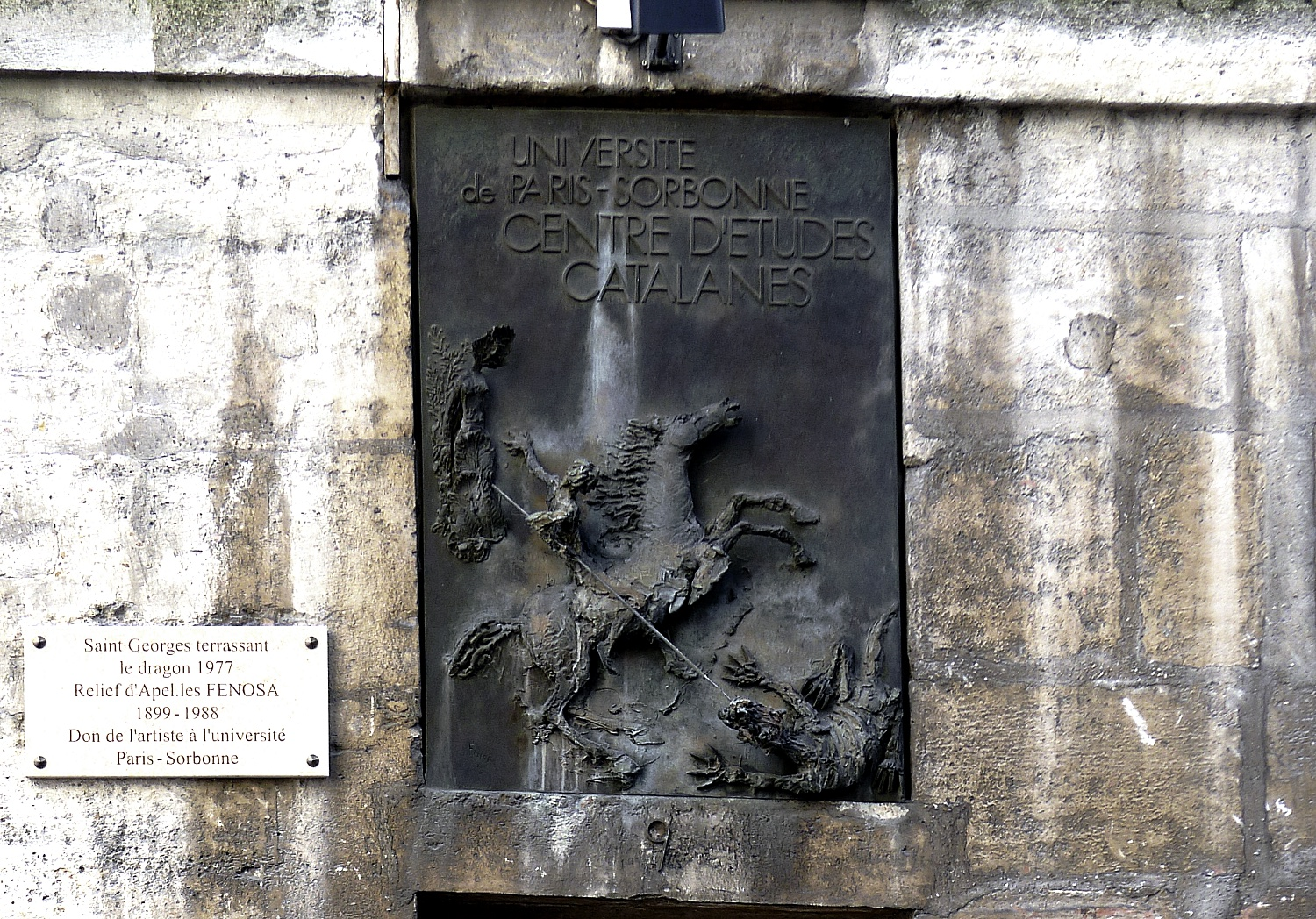
No 9 : bas-relief de l'artiste catalan Apel·les Fenosa.
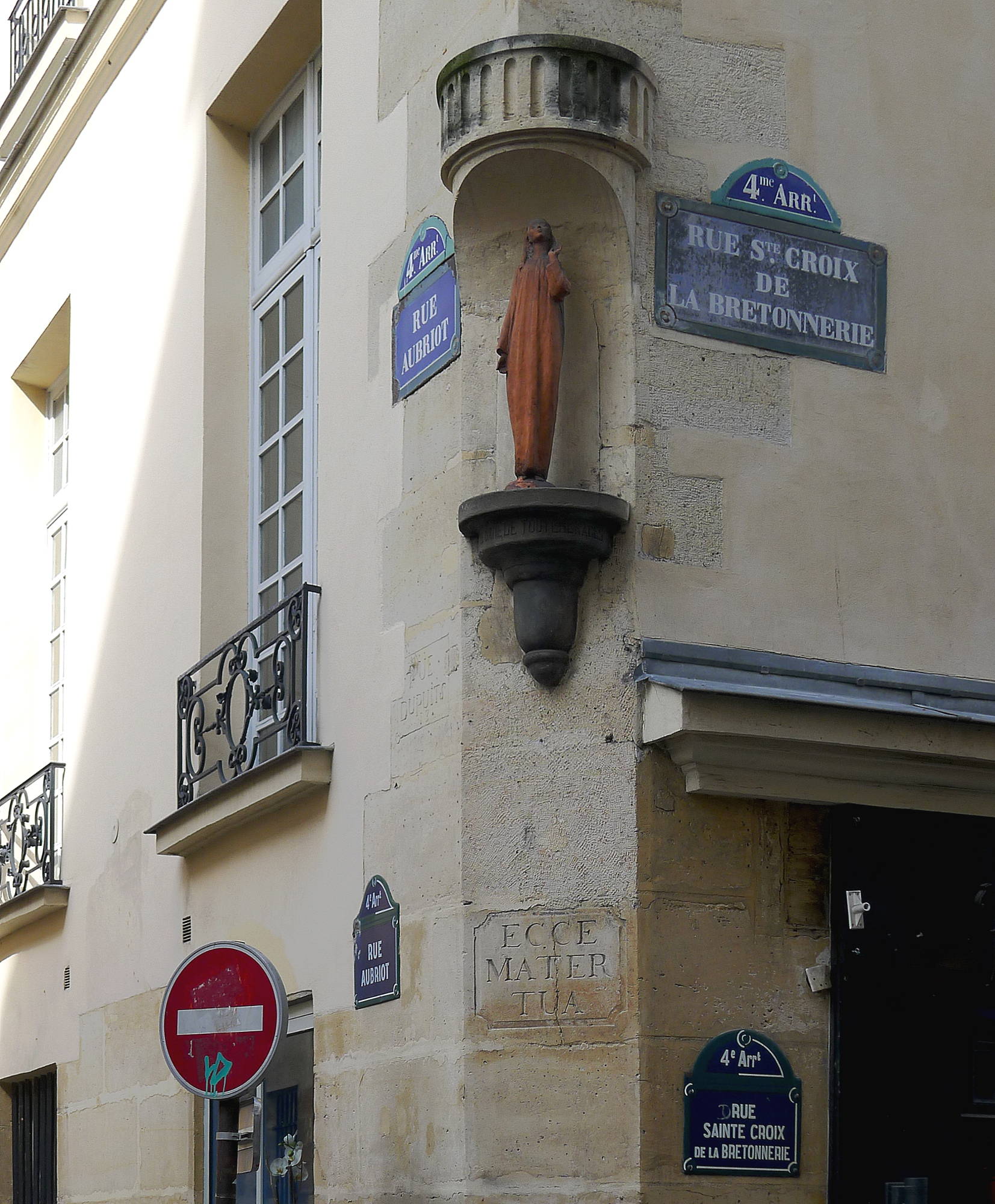
No 16 : inscription Ecce mater tua (« Voici ta mère »), et statue de Tereska Torres par son père, l'artiste Marek Szwarc.
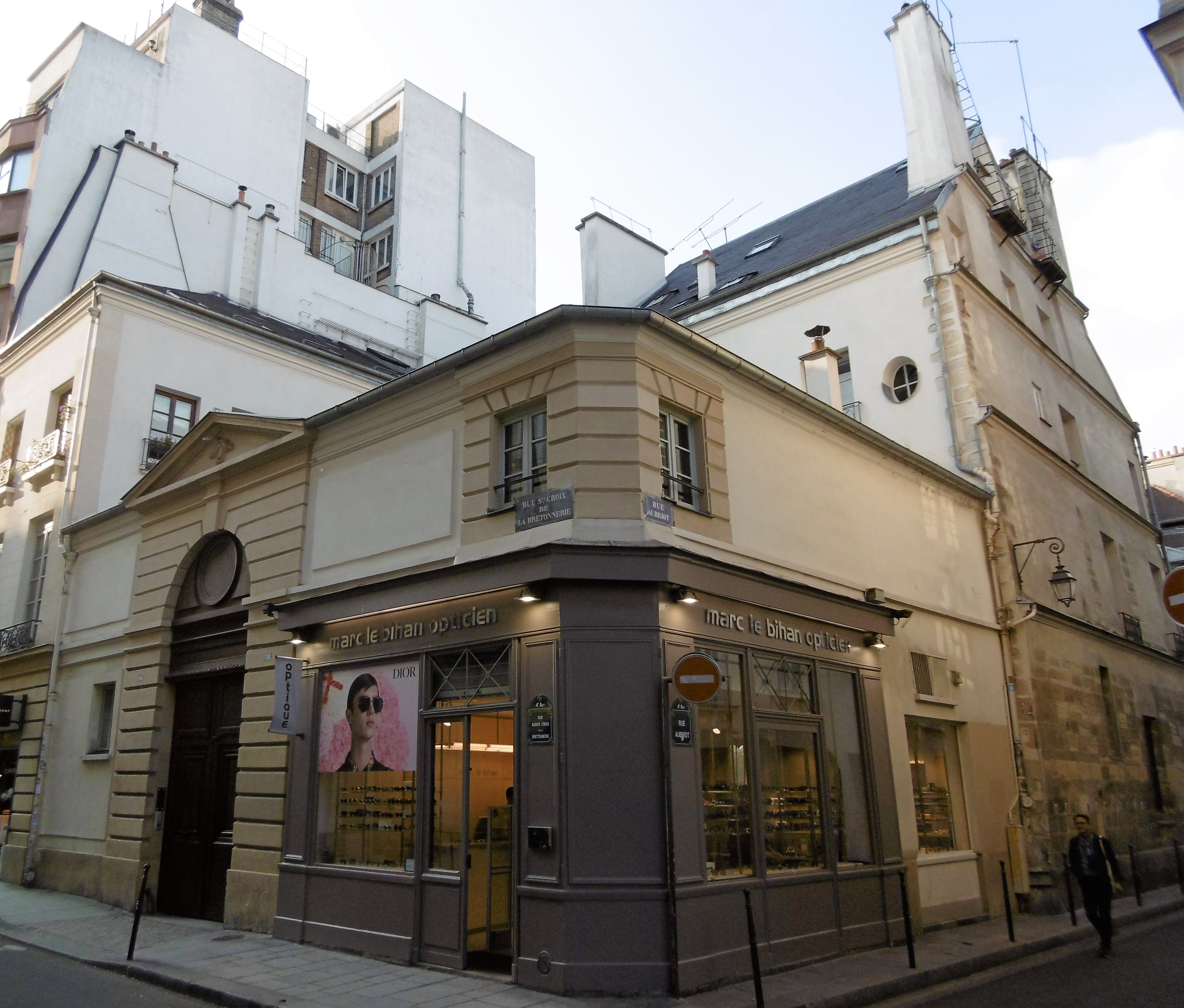
Nº 18 : à l’angle avec la rue Aubriot